# Hypnum aemulans
Hypnum aemulans là một loài Rêu trong họ Hypnaceae. Loài này được Breidl. mô tả khoa học đầu tiên năm 1899.